# 瓦爾河 (荷蘭)
瓦爾河（荷蘭語：Waal，荷蘭語發音：[ʋaːl]）是荷蘭的河流，萊茵河在莱茵-马斯-斯海尔德三角洲的分歧河流之一。
萊茵河在進入荷蘭之後，立刻在萊茵瓦爾登的帕內爾登地區附近流入北側的帕內爾登運河（下流經由萊克川流入北海），南側則瓦爾河。萊茵河大約有65%的總流量流入瓦爾河。瓦爾河是北海、鹿特丹港與德国的萊茵河主要航路之一。
此外，因為瓦爾河（梅爾維德河）在流入北海的河口處設有三角洲工程中興建的哈林根菲勒水門，航路上設定為經過上梅爾維德河（梅爾維德河的支流與運河）匯入萊克河下流鹿特丹，之後流入北海。
由於位於德國、比利时、法国各國的下流，水質汚染較為嚴重。
瓦爾河本流的流向
萊茵河 > 瓦爾河 > 下梅爾維德河 > 新梅爾維德河 > 荷蘭水道 > 哈林根菲勒河 > 北海

## 相關條目

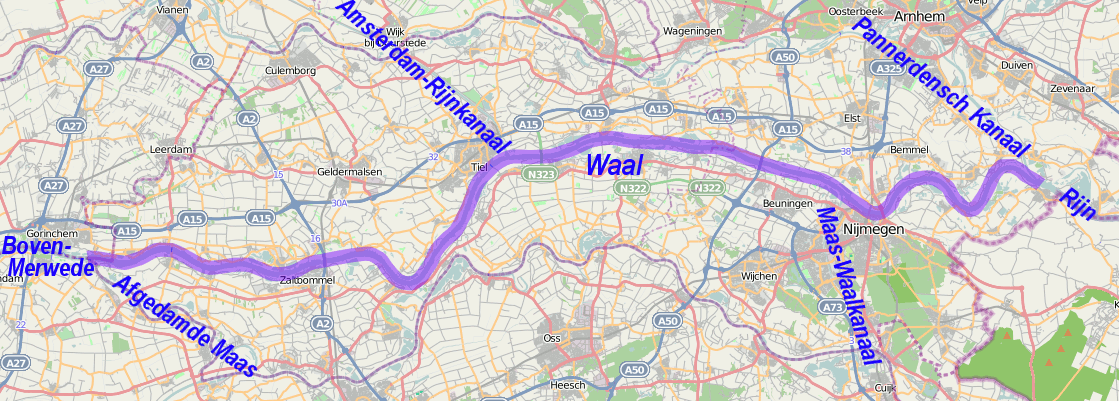
位置圖

## 構造資料
運輸水運部制定的航路技術資料
- 全長 84 km
- 水深 2.8m（最低保證値）
- 河寬 150m（最低保證値）

## 流域的城鎮、都市
荷蘭
海爾德蘭省：奈梅亨、蒂爾、扎爾特博默爾
南荷蘭省：霍尔克姆

## 外部連結
- 運輸水運部 水運管理局 官方網站 （页面存档备份，存于）